# Glasauge aus Lauscha
Die Entwicklung des künstlichen Auges aus Lauschaer Glas um 1830 ist das Ergebnis langjährigen Suchens und Forschens. Die Herstellung künstlicher Augen für den Menschen kann man bis in das 16. Jahrhundert zurückverfolgen. Die älteste Mitteilung dazu stammt von dem französischen Königlichen Wundarzt Ambroise Paré (1510–1590), der zweierlei Arten künstlicher Augen unterscheidet:
- Das Ekblepharon (Vorlegeauge) außerhalb der Lider bestand aus einer halb um den Kopf reichenden, mit Leder überzogenen Stahlfeder, deren eines Ende sich am Hinterkopf befand, während das andere sich nach vorne zu einer Platte verbreiterte und die leere Augenhöhle bedeckte. Auf diese, ebenfalls mit Leder überzogene Fläche, hatte man ein Auge mit Wimpern und Lidern aufgemalt.
- Das Hypoblepharon (Einlegeauge) wurde unter die Lider geschoben und sah damit realistischer aus.

Zunächst stellten Silber- oder Kupferschalen, einer halben Nussschale vergleichbar, die Grundkörper der Kunstaugen dar. Iris, Pupille und Äderung wurden mit Schmelzfarben gemalt. Metallunverträglichkeit, das Gewicht dieser Schalen, starke Reizung durch scharfe Ränder, rasche Zersetzung der Überzüge und weniger gute Imitationsmöglichkeiten führten zur Entwicklung von Schalen aus Glas (Jessen, Wittenberg 1601).

## Venedig als Wiege des Glasauges
Der venezianische Chirurg Hieronymus Fabricius erwähnt bereits 1623 Glasaugen als „ganz und gar“ bekannt. Diese Kunst, anfangs vermutlich nur in Venedig ausgeübt, breitete sich dann im 17. und 18. Jahrhundert nach Mitteleuropa aus. Worm (Lyon 1655) beschreibt gläserne Augen, deren sichtbare Seite mit eingebrannten Farben bunt bemalt ist. Um eine ebenmäßige Innenfläche zu erhalten, wurde die Rückseite mit Blei bezogen. Als „schön und täuschend“ wurden 1749 Kunstaugen in der ersten Monographie über das künstliche Auge von Phil. Adam Haug beschrieben (Dissertatio de oculo artificiali praes. B. D. Mauchard, Tübingen 1749). Während Parés Augen symmetrisch, nasal und temporal gleich lang waren, empfahl Haug schläfenseitig eine Verbreiterung.
Etwa ab Mitte des 18. Jahrhunderts übernahm auf dem Gebiet der Glasaugenherstellung Paris als Kultur- und Kunstmetropole die Führung. Berühmte französische Augenkünstler wie Hazard, Hazard-Mirault, Desjardins Vater und Sohn, Boisseneau und Noel stellten in den folgenden Jahren Kunstaugensortimente her, die sie Augenärzten zur Auswahl und Einpassung zur Verfügung stellten.
Neben dem Äußeren versuchte man Unbehaglichkeiten zu beseitigen, die das Tragen der Schale mit sich brachte. Waren ältere Exemplare in ovaler, symmetrischer Form gefertigt, so zeigen die Nachbildungen Hazard-Miraults größere, mehr die Anatomie berücksichtigende Formen. Der Einsatz dieser Schalenaugen war sehr beschränkt, da nur bei verkleinertem Augapfel geeignet. Fehlte dieser völlig, konnte man das verlorene Volumen nicht kompensieren. Gut bemittelte Patienten reisten nach Paris, um sich direkt vom Erzeuger Kunstaugen anfertigen und persönlich anpassen zu lassen. Boisseneau hielt als erster in größeren Städten Frankreichs Reisesprechtage ab. Obwohl der Preis des Erzeugnisses, sowie die kurze Tragezeit des Kunstauges von nur vier bis fünf Monaten aufgrund des hohen Bleigehaltes des Glases, es zu einem Luxusartikel zählen ließ, war der Erfolg groß. Aus wirtschaftlicher und sicher auch politischer Erwägung machten sich deutsche Augenärzte Gedanken über „eine eigene, eine deutsche“ Möglichkeit der Herstellung solch gläserner Augen.

## Ludwig Müller-Uri

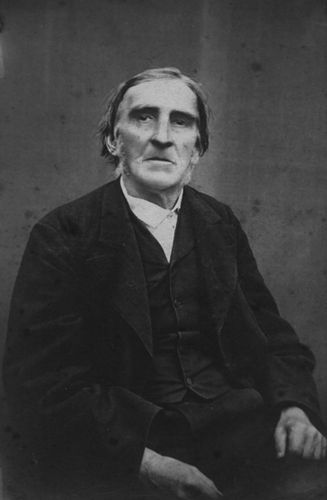
Ludwig Müller-Uri (1811–1888)

Ab Mitte des 18. Jahrhunderts stellte man im thüringischen Lauscha bereits Glasaugen für Spieltiere, Puppen aus Fell, Stoff oder Wachs her. Die Augen, deren Iriden aus einem schwarzen Punkt oder aus einem farbigen, meist braunen Kreis, in dessen Mitte ein schwarzer Kreis als Pupille eingeschmolzen war – „von Zeichnung in der Iris war noch keine Spur“ – wurden im nahe gelegenen Sonneberg in größeren Mengen in der Spielwarenfabrikation benötigt. Der Würzburger Medikus Prof. Heinrich Adelmann (1807–1884) wurde im Jahre 1832 auf besonders gut gelungene Puppen- und Tieraugen, vielleicht durch das Spielzeug seiner Kinder, aufmerksam. Er kontaktierte und begeisterte „noch im gleichen Jahr“ den talentierten Glasbläser: Ludwig Müller-Uri. Dieser ging, nach zeitgenössischen Schilderungen, „voller Tatendrang ans Werk“.

Ludwig Müller-Uri war ein Thüringer Glasmacher, Kunstaugenbläser und Pionier der deutschen Augenprothetik. Er gilt als der Begründer der modernen Okularistik.

## Neue Fertigungsweise in Lauscha
Müller-Uri hatte zwar französische Schalenaugenmuster von Adelmann, allerdings keinerlei Unterlagen, wie diese hergestellt wurden. Durch Experimentieren mit Materialien und verschiedenen handwerklichen Methoden entwickelte er so eine ganz neue Art von Glasaugen. Während in Frankreich als Grundglas Bleiglas verwendet wurde, nahm Müller-Uri das in der Lauschaer Glashütte erschmolzene sogenannte Beinglas. Die Weißfärbung dieses Milchglases wurde durch Zusatz zu den normalen Glasrohstoffen Sand, Soda und Pottasche von gemahlenen (Haus)Tierknochen (Knochenasche) erreicht. Die Irisfarbe betreffend glaubte Müller-Uri, die Farben der französischen Produkte seien mit Schmelzfarben gemalt, was sich später allerdings als unzutreffend erwies. Nach vielen Versuchen fand er „eine brauchbare Mischung der Schmelzfarben“ heraus und entwickelte so „seine eigene Manier der Schmelzfarbenmalerei“.

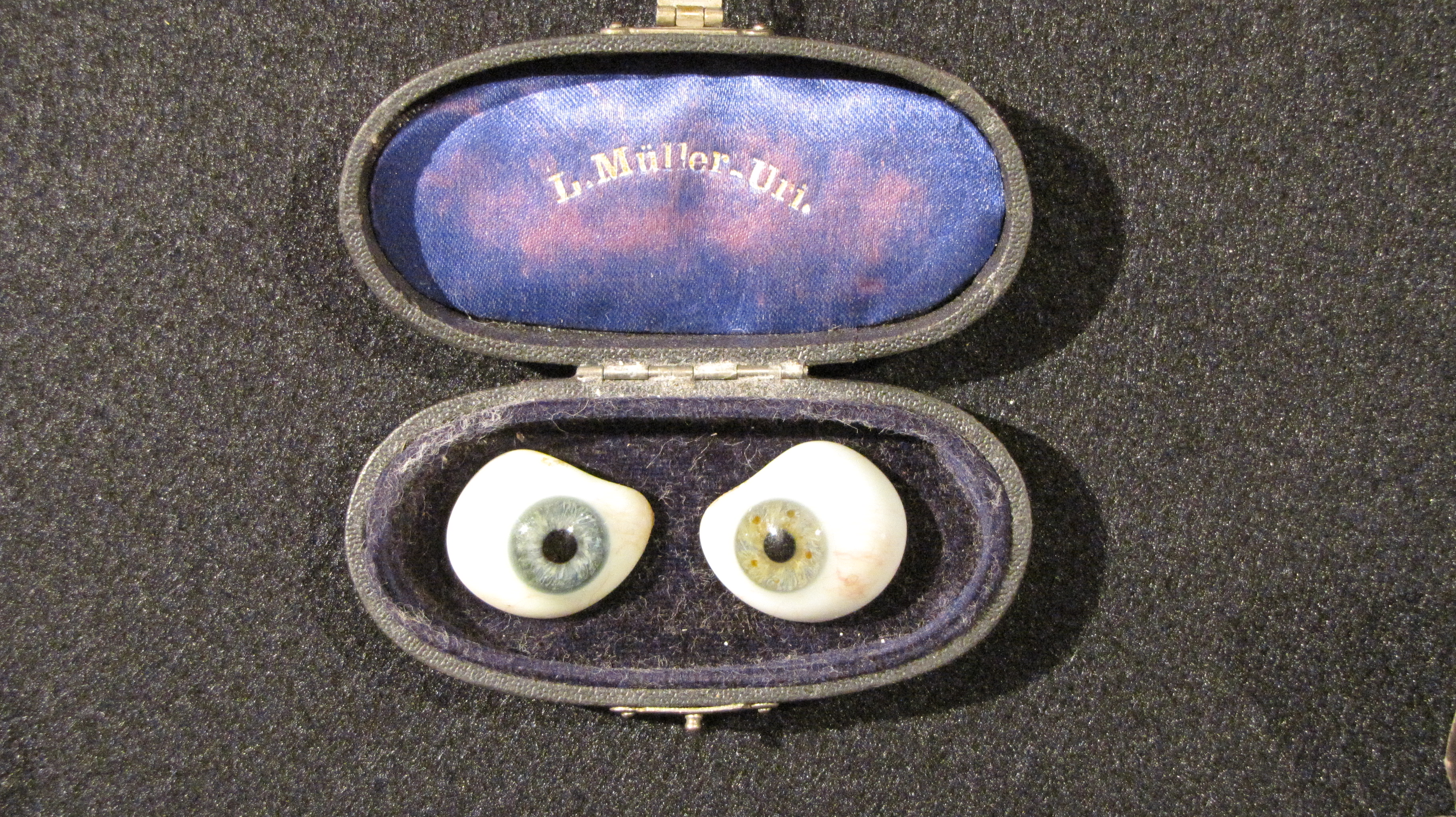
Glasaugen aus der Produktion von L. Müller-Uri

Die Herstellung eines Müller-Uri-Auges geschah etwa so: „Von einer Glasröhre wurde ein Teilstück mit zwei Handhaben abgeschmolzen, eine davon entfernt und der Rest zu einer Kugel aufgeblasen. Auf diese wurde vorne, genau in die Mitte, ein Tropfen je nach Wunsch gefärbtes Glas als Basisglas aufgesetzt und alles erst einmal zur Seite gelegt. Nun hatte Müller-Uri ... das Ende eines Kristallglasstabes zum Glühen gebracht und breitgedrückt. In die Mitte der entstandenen, tellerförmigen Fläche setzte er aus schwarzem Glas die Pupille ein. Um diese herum gestaltete er durch seine Schmelzfarben – eine Art Hinterglasmalerei – die mannigfaltigsten Nuancen der Regenbogenhaut. Dieser so mehrmals in entsprechenden Schichten bemalte Stempel wurde dann mit der mit dem Untergrund bereits versehenen Glaskugel zusammengeschmolzen. Die Basiskugel, nun wieder zur Handhabe bestimmt, machte ein Abschmelzen des nicht benötigten Kristallglases und dessen Verschmelzen möglich.“ Als nächste Schwierigkeit musste Müller-Uri die Abtrennung der Augenschale aus dem kugeligen, frei geformten Glascorpus bezwingen. Zuerst ließ er von seinem Schwiegervater, dem Glasschleifer Karl Greiner-Vetterle, die benötigten Segmente herausschleifen, wobei ohne Frage scharfe Ränder entstanden. Zur Glättung des Randes musste die Schale erneut aufgewärmt werden. Bedingt durch das harte und spröde Beinglas zersprangen viele Augenschalen, was Müller-Uri zeitweise demotivierte. Nur ein thermisches Verfahren konnte ein Zerschellen verhindern. Nun blies Müller-Uri ein Loch in die Seite seines heißen Glaskörpers und trennte die Schale mit Hilfe eines Glasstäbchens in der Flamme thermisch ab, so dass der Rand „ohne Fehl“ glatt geschmolzen werden konnte.

## Lauscha als Konkurrenzstandort zu Paris
Die ersten Erfolge erzielte Müller-Uri im Jahre 1835. Wenige Jahre später erreichten seine Produkte die Qualität der Pariser Augen und übertrafen diese in den folgenden Jahren an Schönheit in der Farbgebung. So wurden seine gläsernen Augen auf den Gewerbe- und Industrieausstellungen 1844 (Berlin) und 1855 (München) mit der Großen Verdienstmedaille für Kunst und Wissenschaft ausgezeichnet. Die Schöpfungen Müller-Uris werden von seinem Zeitgenossen, dem Augenarzt Dr. Ritterich aus Leipzig, in dessen 1852 erschienenem Buch über das künstliche Auge denen der Pariser Künstler mindestens gleichgesetzt und „in mehreren Beziehungen sogar vorgezogen“. Ausdrücklich lobt er die natürlichen und lebhaften Farben, eine gedeckte Regenbogenhaut – diese war bei vielen Pariser Augen durchscheinend – und die feine, filigrane Maserung der Irisstruktur. Als besonders gelungen bezeichnete Ritterich die Gestaltung der vorderen Augenkammer in ihrer Räumlichkeit und Tiefe. Aus Venedig stammende Augen hält Ritterich für „nur für Wachsfiguren passabel“. Die französischen Fabrikanten verwendeten, der eigenen Angabe nach, für ihre Augen gleichfalls Schmelzwerk aus Venedig. Hinsichtlich der Oberflächengüte seiner Kunstaugen war Müller-Uri noch unzufrieden. Durch die Tränenflüssigkeit und allgemein bekannte Absonderungen wurden die Kunstaugen nach einiger Tragedauer rau. So fuhr Müller-Uri nach neuen Materialien suchend auf Einladung eines Geschäftspartners 1849 nach Paris. Dort stellte er fest, dass das französische Glas auf Grund seines hohen Bleigehaltes bereits nach Wochen unbrauchbar war. Er widerstand den Abwerbungsversuchen der Pariser Okularisten und kehrte nach Hause zurück. Hatte er seine künstlichen Iriden bisher mit Schmelzfarben gemalt, versuchte er nun, die Regenbogenhaut ganz aus Glas zu gestalten. Dazu fertigte er sich selbstgedrehte farbige Glasstäbchen der verschiedensten Variationen an, die er an Stelle seiner Schmelzfarben auf den Glasgrundkörper aufschmolz. Entscheidend war ihm hier, eine „naturgetreue“ Mischung und das passende Arrangement der einzelnen Glasstreifen zu erreichen. Die Franzosen zupften ihre Iris mit groben Glasfäden auf den Kristallglasstempel, schmolzen nach Aufbringen der Pupille diesen aber nicht auf die künstliche Lederhaut auf, sondern in ein vorher einigermaßen passend fabriziertes Loch im Grundkörper. Französische Erzeugnisse dieser Zeit kann man deshalb leicht an der bloßliegenden Innenseite des Kunstauges und somit an der „durchscheinenden Iris“ erkennen. Müller-Uri dagegen setzte seine fertigen Iriden, wie bei seinen mit Schmelzfarben bemalten, auf die mit einer Grundschicht überzogene Glaskörperkugel.

## Die Erfindung des Kryolithglases
Auch suchte Müller-Uri weiter nach einem dauerhaften weißen, dem Skleralkolorit nahe kommenden Glas. Es sollte der Tränenabsonderung dauerhaft standhalten können und mehr Natürlichkeit und Geschmeidigkeit in der Verarbeitungsweise besitzen. Der Schlüssel zu dieser Problemlösung lag in der Gemeinschaftsarbeit der Augenkünstler, insbesondere bei Friedrich-Adolf Müller mit den Glasmeistern Septimius Greiner-Kleiner, Christian Müller-Pathle und August Greiner-Wirth: Indem sie das Glas mit dem neu entdeckten Grönlandmineral Eisstein (Natriumhexafluoraluminat) trübten, war das so genannte Kryolithglas erfunden (1868). „In der Fachwelt prüfte man den neuen Werkstoff“ und erkannte sofort die Vorzüge der neuen Thüringer Gläser: Die Leichtigkeit und die Beständigkeit der Kryolithglasaugen war hinsichtlich der Abnützung gegenüber den Pariser Augen verblüffend.
Aufbauend auf die Entwicklung des Kryolithglases kam es um 1885 zu einer weiteren wesentlichen Veredelung des künstlichen Auges. Durch Ersetzen der „Öllampe“ durch einen Gasbrenner war man in der Lage, einen natürlich verwaschenen „Iridoscleralrand“ zu gestalten. Die bis zu diesem Zeitpunkt hergestellten Augen besaßen diese Natürlichkeit nicht. Durch ein besonderes Schmelzverfahren mit geschmeidigem Kryolithglas erhält man den sanften Übergang der Hornhaut zur Sklera, der altersbedingt mehr oder weniger deutlich ist.
In puncto Glasarten ist noch erwähnenswert, dass Kristallglas mit gleicher Schmelzgrundlage wie das Kryolithglas zur besseren Darstellung der vorderen Augenkammer integriert werden konnte. Die Fabrikate Müller-Uris und anderer inzwischen in diese Kunst Eingeweihter hatten in den achtziger Jahren des 19. Jahrhunderts ein hohes Niveau und internationale Reputation erreicht.
Ludwig Müller-Uri selbst hat es an Anerkennungen nicht gefehlt. Albrecht von Graefe, dem das Verdienst zukommt, die Augenheilkunde als souveränes Fachgebiet begründet zu haben, zählte zum Kreis seiner Abnehmer und Verehrer. Bereits in den frühesten Jahren der von Thüringen ausgehenden Augenprothetik ist die Interaktion zwischen den damaligen Augenkünstlern mit den Ophthalmologen ausdrücklich zu unterstreichen. Müller-Uri wurde auf Weltausstellungen in Wien (1873), Philadelphia (1876), Sydney (1880) und Melbourne (1881) mit ersten Preisen geehrt. Seine Kunstaugen wurden von „seinem Landesherrn“, dem „Theaterherzog“ Georg II. (Sachsen-Meiningen), 1878 mit der silbernen und 1887 mit der goldenen Verdienstmedaille des Ernestinischen Hausordens für Kunst und Wissenschaft gebührend gewürdigt. Nach diesem von Erfolg gekrönten Leben verstarb Müller-Uri 1888 im Alter von 77 Jahren in seinem Heimatort.
Im Laufe der Zeit hatte Müller-Uri seine Söhne und einige wenige Anverwandte in die Geheimnisse seiner Augenglasbläserkunst eingeführt, so dass es in Deutschland bereits vor 1900 zu verschiedenen Firmengründungen kam. Der älteste Sohn Reinhold blieb in Lauscha und übernahm das väterliche Geschäft. Sohn Albin gründete 1893 seine eigene Firma in Leipzig, der 1912 die Städte Jena und Berlin durch dessen Söhne Ludwig und Otto folgen sollten.

## Schalenauge und Reformauge
In den ersten 50 Jahren deutscher Augenprothetik wurden auf Wunsch der führenden Ärzte Bühner und Ritterich alle Kunstaugen in derselben einfachen, einwandigen dünnen Form entsprechend der französischen Fabrikate angefertigt. In der täglichen Praxis stellte sich heraus, dass voluminöse Kunstaugen in vielen Fällen zweckmäßiger sind. Die 1872 von Friedrich Adolf Müller-Uri, einem Neffen des Lauschaer Erfinders, in Wiesbaden gegründete Firma forcierte auf Initiative des holländischen Arztes Prof. Snellen (Utrecht) die Entwicklung korpulenter Augenformen. Diese „künstlichen Augäpfel“, auch als Snellen-Eyes bezeichnet, wurden etwa ab der Jahrhundertwende „Reformaugen“ genannt. Da Ludwig Müller-Uri bereits 1832/33 seine ersten Kunstaugen in doppelwandiger Manier erzeugt hatte, konnte diese nun verbesserte Methode von „allen Augenkünstlern“ übernommen und „reformierte“ Kunstaugen produziert werden. Durch diese neue Entwicklung war man in der Lage, Kunstaugen nicht nur dicker herzustellen, sondern auch die Form des Kunstauges bzw. dessen Rückseite nach den entsprechenden Verhältnissen der Orbita zu formen. Die Folgen waren, dass die abgerundeten Ränder zu einem bequemeren Sitz der Prothese führten, das Einsetzen und Entfernen des Kunstauges unkomplizierter wurden und die Pflege erleichtert wurde.
Zeitweise wurde durch das Reformauge die herkömmliche Schale zu fast zwei Drittel verdrängt. Erst durch den heute verstärkten Einsatz von Hydroxylapatitimplantaten kommen wieder vermehrt Schalenaugen, insbesondere Skleralschalen, bei größeren Implantaten zum Einsatz.

## Kryolithglas als dominierendes Material für Kunstaugen
Für die heutigen Kunstaugen werden nur Spezialgläser verwendet, die ausschließlich für die Augenprothetik produziert werden. Da eine größere Anzahl verschiedener Glasarten für die Anfertigung von Kunstaugen benötigt wird, muss durch Verwendung verschiedener Schmelzgrundstoffe eine annähernd gleiche Schmelzbarkeit erzielt werden. Alle verwendeten Gläser des jeweiligen Kunstauges müssen gut miteinander verbunden sein und sollen daher aus dem gleichen Werk stammen. Gerade für die Entwicklung des Kunstauges stand die kontinuierliche Entwicklung der Glaskunst Pate. Der Thüringer Weg der Glaserzeugung von der Wanderglashütte zur Gründung der Mutterglashütte zu Lauscha 1597 mit seiner stetigen Weiterentwicklung und Erweiterung seiner Produktpalette vom Apothekerglas bis zum filigranen Kunstglaserzeugnis war die Voraussetzung für die hohe Kunst der Kunstaugenbläserei.
Das heutige Kunstauge aus Kryolithglas, jedes einzelne ein Unikat, erfüllt dank der harten, glatten und gut benetzbaren Oberfläche, seiner einmaligen Fähigkeit präziser anatomisch-individueller Anpassung sowie der Biokompatibilität die medizinischen Anforderungen optimal. Die Gläser sind auf Körperverträglichkeit geprüft. Bei normalem Gebrauch entstehen auf Grund der Gewebeneutralität der Gläser keinerlei Reizungen in der Orbita. Mit der Konjunktiva kommen lediglich das Kryolith- und das Kristallglas in Kontakt. Alle anderen diversen, meist farbigen Alkalisilikat- oder Kalziumphosphatgläser sind buchstäblich eingeschmolzen. Das spiegelglatte Kunstaugenäußere ermöglicht eine reizlose Bewegung der Augenlider. Das Kunstauge „schwimmt“ sozusagen im Konjunktivalsack in der Tränenflüssigkeit. Die mechanischen Reibungen sind minimal. Die genannten Eigenschaften der Augenprothese aus Glas und deren feuerpolierte Oberfläche erlauben eine medizinisch und hygienisch einwandfreie Reinigung. Bei Einhaltung vernünftiger Tragezeiten kann auf Gleitmittel vollkommen verzichtet werden. Weltweit hält der Kunststoff Einzug in die Augenprothetik. Das Glaskunstauge, wie es von Ludwig Müller-Uri und seinen Nachkommen entwickelt und weiterentwickelt wurde und seine Verbreitung auf dem gesamten Erdball (Europa, USA, Kanada, Südamerika, Australien) fand, ist heute nur noch in Mitteleuropa von Bedeutung. Obwohl Augenprothesen aus Kunststoff – Polymethylmethacrylat (PMMA) – große Nachteile gegenüber dem Werkstoff Glas haben – sie lassen sich nur unvollkommen säubern; ihre Oberfläche ist wasserabstoßend, wird schneller rau und kann leicht beschädigt werden; selbst kaum wahrnehmbare Kratzer führen bereits zu Irritationen der Konjunktiva – verdrängen sie weltweit das Glasauge. Einer der Hauptgründe sind sicherlich die Voraussetzungen, die zur Herstellung von Glasaugen erfüllt sein müssen: Dazu gehört gewiss das außerordentliche Geschick der Augenprothetiker und Okularisten sowie deren extrem lange Ausbildungszeit von mindestens fünf Jahren, um Augenprothesen aus Glas herstellen zu können. Dem einzigen Nachteil des Kunstauges aus Glas, seiner Zerbrechlichkeit, kann der Patient mühelos entgegenwirken, indem er „sein“ für ihn individuell gefertigtes Kunstauge buchstäblich hütet wie seinen Augapfel.